# Конрад (Урзлинген)
Конрад фон Урзлинген (на немски: Konrad von Urslingen; на латински: Cunradus Suevus dux Spoletinus; на италиански: Corrado di Urslingen; * ок. 1150; † 1202) от швабския знатен род Урслинген/Урзлинген, е херцог на Сполето (1183 – 1190 и 1195 – 1198), граф на Асизи (1177), викар в Кралство Сицилия (1195).

## Биография
Фамилията му произлиза от Урслинген/Урзлинген (днес част от Дитинген при Ротвайл в днешен Баден-Вюртемберг). Той е син на фон Урзлинген и внук на Свигер фон Урзлинген († сл. 1137). Сестра му Юта фон Урзлинген († сл. 1219) е омъжена за Енгелхард II фон Вайнсберг († ок. 1213).
Скоро след като император Фридрих I Барбароса в началото на 70-те години на 12 век получил от Велф VI правата да управлява херцогството Сполето, Конрад фон Урслинген отива като под-легат в Средна Италия. През 1176/1177 г. той става херцог. От самото начало Конрад има добра връзка с наследника на трона крал Хайнрих VI, също с Констанс Сицилианска, съпругата на Хайнрих. По-късната императрица е гостувала още през 1185 г. във Фолиньо, където живеел херцога, допреди януари 1186 г., когато отишла да се омъжи за Хайнрих VI в Милано.
През 1186/1187 г. Конрад помага с войска на краля в Средна Италия. Между 1191 и 1194 г. той поддържа императора и императрицата при техните наследствени искания за Кралство Сицилия. През 1194 г. император Хайнрих VI завладява Сицилия и през 1195 г. Конрад става regni Siciliae vicarius, заместник на императора при неговото отсъствие. Освен това той получава херцогството като наследствено дарение.
Съпругата му, чието име не е известно, получва в началото на 1195 г. правото да се грижи за императорския син Фридрих. След завръщането на император Хайнрих VI в Средна Италия през есента на 1196 г. Конрад е в императорския двор и придружава Хайнрих VI до остров Сицилия. Той е от малкото личности, които са на смъртното легло на Хайнрих VI. След смъртта на императора от 1198 г. папа Инокентий III не признава Конрад в херцогството му. Филип Швабски, братът и наследникът на Хайнрих VI, признава обаче Конрад.
След Конрад херцози на Сполето стават синовете му Конрад, Хайнрих и Райналд.

## Фамилия
Конрад фон Урзлинген има пет деца:
- Конрад II († пр. 1251), херцог на Сполето (1198/1205), баща на Конрад Гуискард († 1279), херцог на Сполето (1227/1267), женен за принцеса Агнес фон Тек († 1261)
- дъщеря, омъжена за фон Айхщетен
- Хайнрих († пр. 1217), херцог на Сполето (1205)
- Райналд I († пр. 3 декември 1253), херцог на Сполето (1223 – 1230), императорски легат в Италия (1225)
- Бертхолд I фон Урзлинген († 24 юни 1251), императорски викар (1226)